# GenWiki
A GenWiki egy 2004 nyarán indult genealógiai és a helytörténeti témájú Wiki-Projekt.
A projekt egy MediaWiki-szoftverre épül, s mind technikailag, mind anyagilag a Számítógépes Genealógiai Társaság (német nevén Verein für Computergenealogie e.V.) gondozza.
A GenWiki oldalait szabadon lehet olvasni, de a cikkek szerkesztésében való közreműködéshez kérvényt kell benyújtani, s egy részletes adatlapot kell kitölteni.
2005 novemberében a német, angol (amerikai) és holland verziójú GenWikinek világszerte 400 szerkesztője és közel 25 000 szócikke volt.

## Külső hivatkozások
- Német nyelvű honlap
- Angol nyelvű honlap Archiválva 2005. december 28-i dátummal a Wayback Machine-ben
- Holland nyelvű honlap
- Dán nyelvű honlap
- Francia nyelvű honlap Archiválva 2009. február 24-i dátummal a Wayback Machine-ben